# Friedrich Ziervgel
Friedrich Ziervgel est un pharmacien et un naturaliste, né le 21 juin 1727 à Stockholm et mort le 26 septembre 1792 à Uppsala.
Il est le fils de Ægidius Ziervgel (1697-1741), pharmacien militaire. Friedrich Ziervgel est le pharmacien à la cour royale de Stockholm.
Ziervgel continue une collection d’histoire naturelle, entreprise par son père. Celle-ci est donnée, en 1783, à la Kungliga Vetenskaps-Societeten (Société royale des sciences) avant d’être transférée, en 1858, à l’université d'Uppsala.

## Source
- Erik Åhlander, Sven O. Kullander & Bo Fernholm (1997). Ichthyological Collection Building at the Swedish Museum of Natural History, Stockholm. in Collection building in ichthyology and herpetology (T.W. Pietsch et W.D. Anderson, dir.), American Society of Ichthyologists and Herpetologists : 13-25.  (ISBN 0-935868-91-7)